# Западный марксизм
За́падный маркси́зм (англ. Western Marxism) — так называется марксизм, получивший развитие на Западе после Октябрьской революции.
Это течение, которое, с одной стороны, противостоит сталинской интерпретации марксизма, критически отзываясь и о «реальном социализме» в СССР 1930—1980 гг., а с другой — критически развивает наследие Маркса и Энгельса, критикуя капиталистическую систему. Основоположниками принято считать Дьёрдя Лукача, Карла Корша, Антонио Грамши.
В рамках этого направления сформировались две основные традиции: «Диалектико-гуманистическое» и «Сциентистское».
Как отмечает Gabriel Rockhill: «Западный марксизм не эквивалентен марксизму на Западе. Напротив, это особая версия марксизма, которая по вполне материальным причинам развилась в имперском ядре, где существует значительное идеологическое давление, чтобы соответствовать его диктату».

## «Диалектико-гуманистическое направление»
«Диалектико-гуманистическое», предлагавшее поставить человека в центр марксистской философии. В данном случае сочетаются разработки Маркса из «Экономическо-философских рукописей 1844 года» и фрейдизм, экзистенциализм, неогегельянство.
В данное направление входят:
- Франкфуртская школа. По мнению китайских профессоров-марксистов Юань Гуйжэня и Ян Гэна, «после Франкфуртской школы западный марксизм и марксоведение уже не имели никакого отношения к социальной практике и в определенной степени превратились в критику с позиций книжного кабинета»[7].
- Фрейдомарксизм (В. Райх, Г. Маркузе, Э. Фромм)
- Экзистенциальный марксизм (Ж. П. Сартр, К. Касториадис, К. Лефор). Также идеи, близкие к марксизму, разрабатывали Э. Фишер, А. Шафф, К. Косик, Ф. Марек. Среди работ Ж. П. Сартра, посвященных этой тематике, можно выделить «Проблемы метода» и «Критика диалектического разума». Ж. П. Сартр представляет практически действующего индивида как источник социальной диалектики. Основной акцент в этом направлении делается на человеческую субъективность, проблемы отчуждения (то, на что делал сильный упор ранний Маркс), проблемы восстановления целостности человека.
- Феноменологический марксизм, получивший распространение в основном в Италии и США (Энцо Пачи, П. Пиконе). Энцо Пачи пытался соединить Гуссерля с Марксом путём соединения феноменологии и марксизма. Роватти, Вигорелли разрабатывали проблематику человеческих потребностей, революционного субъекта истории и т. д.
- Марксистский историцизм — этого направления придерживались последователи А. Грамши — Н. Баладони, Л. Группи, Э. Серени. Исходя из его понимания философии как «философии практики», они отвергли разделение марксистской философии на диалектический и исторический материализм.
- Будапештская школа (А. Хеллер, М. Вайда, Д. Маркуш, Ф. Фехер) — последователи идей молодого Дьёрдя Лукача (в частности, особенное значение имеет его работа «История и классовое сознание»), в которой диалектика представляется как взаимосвязь и взаимопереход объекта и субъекта, а во главу угла ставится понятие общества как целостности.
- Школа «Праксис», сложившаяся вокруг одноименного югославского журнала, выходившего в Загребе (Г. Петрович, П. Враницкий, М. Кангрга, Р. Супек, М. Маркович, С. Стоянович). В основе их работ лежит понятие практики как фундаментального отношения между субъектом и объектом. Они разрабатывали проблематику человека, а также пытались воздействовать на систему самоуправления в Югославии.
- Эрнст Блох (1885—1977) с его «философией надежды». Блох строит общую концепцию развития мира, в которой субъект и объект сначала слитны, затем разделяются, а затем воссоединяются снова. Марксизм, по Блоху, это «конкретная утопия», соединяющая предвидение будущего с его возможностью его революционного сотворения.

## «Сциентистское направление»
«Сциентистское направление», предлагавшее поднять марксизм на высокий научный уровень, очистив его от абстрактного философствования.
- Луи Альтюссер и его последователи (Э. Балибар, Д. Лекур, П. Реймон). Это течение нередко называют «структуралистский марксизм» или «альтюссерианство». Представители этого направления считают, что марксизм должен выявлять свою специфику как науки, освобождаясь от философии субъекта, от телеологической гегелевской диалектики, от идеологии, от эмпиризма. Выдвигается концепция «сверхдетерминации» — мысль о том, что основное экономическое противоречие в обществе должно решаться с помощью политики, идеологии и т. п. Поэтому революция происходит не там, где экономическое противоречие наиболее развито, а там, где на него накладываются иные противоречия.
- Гальвано делла Вольпе (1895—1968) и его последователи рассматривали марксистское учение об обществе как конкретную науку. Делла Вольпе считал, что науке необходимы определённые абстракции, а философия сводится к общей методологии.
- Аналитический марксизм (80-90е гг. XX в.) — представители (Эрик Олин Райт, Дж. Коэн, Ю. Элстер, Дж. Ремер и др.) — стремились развить учение об обществе как науку на основе строгих современных методов. Развиваются микро- и макроуровневый подходы. На макроуровне предложена концепция соотношения производительных сил и производственных отношений, базиса и надстройки, на микроуровне — исследование поведения индивидов. Эти исследования проводились с помощью методов математического моделирования, теории игр и т. д.

## Прочее
- Мир-системный анализ И. Валлерстайна, Андре Гундер Франка, Самир Амина и других.
- Теория зависимого развития А. Г. Франка, Теотониу душ Сантуша, Руй Мауро Марини, Родольфо Ставенхагена, Рауля Пребиша и других.

## Синтез Хабермаса
С 60-х годов XX века наиболее крупным автором западного марксизма постепенно становится синтезировавший идеи диалектико-гуманистического и сциентистского направления Юрген Хабермас. Главным разногласием Хабермаса с Франкфуртской школой, а особенно с его предшественниками Адорно и Хоркхаймером, является отрицание книжного характера философии и требование, чтобы философия изменяла мир, а философы участвовали в политическом процессе. Кроме того, по мнению Хабермаса, процесс самосозидания человечества не ограничивается только трудовой сферой, на чём настаивали ортодоксальные марксисты и с чем соглашались создатели «критической теории», в частности Хоркхаймер и Адорно.
Но это — разногласие Хабермаса именно с ортодоксальным марксизмом, а не с Марксом, который марксистом не был. Хабермас под современным марксизмом обычно понимает именно учение К. Маркса, Ф. Энгельса, Розы Люксембург, А. Грамши, а не тот марксизм, сторонником которого Маркс не был. Маркс в «Немецкой идеологии» отвечает Бруно Бауэру, что никогда не говорил о коммунизме через призму потребностей и потребления: Маркс и его сторонники, в отличие от марксистов, о коммунизме говорят в ином аспекте — как о процессе постоянного роста самосознания, который как раз и изучает Хабермас.
Производственные отношения — это не только результат труда, это и процесс коммуникации. Если принять, что история — это процесс рационализации — выстраивания социальной практики в соответствии с какой-то программой рационального мышления, то следует признать, что рационализация бывает двоякого рода:
1) как процесс роста производительных сил путём отбора и рационализации средств;
2) рационализация действий, ориентированных на взаимопонимание путём устранения отношений принуждения, которые встроены в структуру коммуникации.
Отсюда и два типа рациональности:
Инструментальная (подавляет личность и её субъективность, допускает творчество только в тех пределах, которые определены расчетом и системой власти)
и коммуникативная (предполагает проявление и развитие субъективности, индивидуальности, а также устранение насилия).
Понятие «коммуникативная рациональность» становится основным в философии Ю. Хабермаса и специально рассматривается в его основных работах «Познание и интерес» (1968) и «Теория коммуникативного действия» (1981). Коммуникативная рациональность призвана регулировать такие важные жизненные сферы, как культурная преемственность, воспитание, социальная интеграция. Однако в условиях модернизирующегося западного общества коммуникативная рациональность вытесняется рациональностью экономической и административной, и в этом и есть причина несправедливости и кризисности современного общества.
Постметафизика, по Хабермасу, означает не просто позитивную философию по Шеллингу, а современную позитивную философию Хабермаса и его последователей, которую он рассматривает наряду с классическим западным марксизмом, аналитической философией, структурализмом, феноменологией как одно из основных направлений современной западной философии. При этом постметафизическое мышление выступает и в роли синонима современного философского мышления как такового и, помимо лингвистического поворота и ситуирования разума, включает в себя также процессуальную рациональность, или фаллибилизм, и дефляцию не-повседневного, под которой следует понимать тривиализацию и функционализацию Хабермаса.